# James Lovell
James Arthur „Jim” Lovell, Jr. (n. 25 martie 1928, Cleveland, Ohio, SUA – d. 7 august 2025, Lake Forest, Illinois, SUA) a fost un astronaut NASA și căpitan în United States Navy, cunoscut în calitate de comandant al misiunii Apollo 13, care a suferit un eșec critic în drumul spre Lună și a ratat aselenizarea, dar a revenit înapoi pe Pământ în condiții de siguranță prin eforturile echipajului și al personalului de la sol. El a fost, de asemenea, pilot al modulului de comandă al misiunii Apollo 8, prima misiune Apollo care a intrat pe orbita lunară. Lovell a fost decorat cu Medalia de Onoare a Congresului pentru activități spațiale și cu Medalia Prezidențială pentru Libertate. El a fost unul dintre cei 24 de oameni care au zburat către Lună, primul dintre cei doar trei oameni care au zburat spre Lună de două ori și singurul care a zburat acolo de două ori fără a aseleniza. Lovell a fost, de asemenea, prima persoană care a zburat în spațiu de patru ori.